# Centralny Urząd Geodezji i Kartografii
Centralny Urząd Geodezji i Kartografii – jednostka organizacyjna rządu istniejąca w latach 1952–1985, powołana do planowania, wykonywania, koordynowania i kontrolowania robót geodezyjnych i kartograficznych.

## Powołanie Urzędu
Na podstawie dekretu z 1952 r. o państwowej służbie geodezyjnej i kartograficznej powołano Urząd, który podlegał Prezesowi Rady Ministrów.

## Zakres działania Urzędu
Do zakresu działania Urzędu należało:
- kierowanie podstawowymi robotami geodezyjnymi i ich wykonywanie, a w szczególności stworzenie nowoczesnej jednolitej osnowy geodezyjnej,
- wykonywanie pomiarów dla obiektów o znaczeniu ogólnopaństwowym,
- wykonywanie ogólnych, systematycznych pomiarów całości obszaru Państwa dla sporządzania mapy gospodarczej,
- organizowanie i wykonywanie prac kartograficznych,
- wydawnictwo map,
- opracowanie zbiorczych planów robót geodezyjnych i kartograficznych w ramach narodowych planów gospodarczych,
- inicjowanie badań naukowych w zakresie geodezji i kartografii dla potrzeb gospodarki narodowej,
- kierowanie działalnością podległych instytucji i przedsiębiorstw geodezyjnych i kartograficznych,
- zatwierdzanie planów gospodarczych podległych przedsiębiorstwa i instytucji,
- sprawy właściwego wykorzystania fachowych kadr geodezyjnych i kartograficznych,
- opracowanie jednolitych norm technicznych dla robót geodezyjnych i kartograficznych,
- nadzór techniczny nad robotami geodezyjnymi wykonywanymi przez resorty, w celu zapewnienia odpowiedniego poziomu technicznego robót i jednolitości metod,
- dostarczanie prezydiom rad narodowych danych geodezyjnych w zakresie pomiarów podstawowych oraz zaopatrzenie władz, urzędów, instytucji i przedsiębiorstw w wydawnictwa kartograficzne,
- zatwierdzanie projektów wykonawczych sieci osnowy geodezyjnej oraz zmian w tych projektach,
- ujednolicenie i rozdział sprzętu geodezyjnego,
- współdziałanie z właściwymi ministrami i z Państwową Komisją Planowania Gospodarczego w ustalaniu organizacji i zakresu działania przedsiębiorstw, instytucji i zakładów geodezyjnych i kartograficznych im podległych,
- współdziałanie z właściwymi ministrami i z Państwową Komisją Planowania Gospodarczego w ustalaniu norm pracy i płac w geodezji i kartografii,
- współdziałanie z właściwymi ministrami przy ustalaniu taryf opłat za czynności urzędowe w zakresie geodezji,
- współdziałanie z właściwymi ministrami w sprawach programów nauczania w dziedzinie geodezji i kartografii,
- orzecznictwo techniczne w prawach geodezji i kartografii.

## Organy Urzędu
Na czele Urzędu stał prezes mianowany przez Prezesa Rady Ministrów. Wiceprezesów mianował i odwoływał Prezes Rady Ministrów na wniosek prezesa Centralnego Urzędu.
Organami Urzędu były delegatury Urzędu dla m. st. Warszawa i m. Łodzi oraz w miarę potrzeby w siedzibach wojewódzkich rad narodowych.

## Zakres działania Urzędu z 1956 r.
Na podstawie dekretu z 1956 r. o państwowej służbie geodezyjnej i kartograficznej doprecyzowano regulacje dotyczące geodezji i kartografii.
Centralny Urząd został powołany do:
- wykonywania robót kartograficznych oraz geodezyjnych o znaczeniu ogólnopaństwowym, a w miarę potrzeby innych robót geodezyjnych,
- koordynowanie, i kontrolowanie fachowej działalności państwowej służby geodezyjnej i kartograficznej.

## Przekształcenie urzędu
Na podstawie ustawy z 1985 r. o zmianach w organizacji oraz zakresie działania niektórych naczelnych i centralnych organów administracji państwowej sprawy geodezji i kartografii podporządkowano Ministrowi Budownictwa,  Gospodarki Przestrzennej i Komunalnej, który wykonywał zadania poprzez Główny Urząd Geodezji i Kartografii.